# Circomphalus foliaceolamellosus
Circomphalus foliaceolamellosus is een tweekleppigensoort uit de familie van de Veneridae. De wetenschappelijke naam van de soort is voor het eerst geldig gepubliceerd in 1817 door Dillwyn.
Rechter en linker klep van hetzelfde exemplaar:

Rechter Klep
Linker Klep